# Rebekka Endler
Rebekka Endler, née en 1984 à Cologne, est une journaliste, autrice et podcasteuse allemande. Elle travaille comme journaliste indépendante pour la radio publique Deutschlandfunk, ainsi que pour le quotidien Süddeutsche Zeitung.
En 2021, elle publie Das Patriarchat der Dinge : Warum die Welt Frauen nicht passt, qui paraît en français l'année suivante dans la traduction d'Élisabeth Amerein-Fussler sous le titre Le Patriarcat des objets : pourquoi le monde ne convient pas aux femmes. Dans cet essai Rebekka Endler analyse la façon dont sont conçus les objets de notre environnement quotidien,,

## Biographie
Rebekka Endler grandi dans une famille bilingue, sa mère est française.
Elle fait une partie de sa scolarité dans un lycée de l'Arkansas (USA) lors d'une année d'échange. Elle revient par la suite en Allemagne pour passer son baccalauréat et poursuivre des études en sciences sociales. Elle déclare toutefois : «Tout ce que je sais sur les gens, je l'ai appris en étant serveuse».

## Sujets d'enquête
Dans ses reportages Rebekka Endler analyse des faits sociaux tels que le racisme, le passé colonial, le rapport au corps.
Par ailleurs, elle anime depuis avril 2022 en collaboration avec Annika Brockschmidt le podcast Feminist Shelf Control dans lequel les deux journalistes décortiquent et discutent de romans d'amour contemporains en les analysant sous un angle féministe intersectionnel. Le podcast propose régulièrement des épisodes sur des sujets politiques et sociaux tels que le droit à l'avortement, la séparation des pouvoirs dans la presse et la politique, le féminisme blanc ou les applications de rencontres pour les droits publient.

## Distinctions
- 2017 : Prix Rias du meilleur reportage radio. Titre : Adoption - White Cop, Black Kids. Deutschland Radio Wissen, 14 Octobre 2016[15]
- 2022 : l'ouvrage Das Patriarchat der Dinge de Rebekka Endler permet à l'Université de Bayreuth d'être  finaliste du concours Eine Uni - ein Buch[16], traduction en français : Le Patriarcat des objets Pourquoi le monde ne convient pas aux femmes, éditionsdalva, 2022.
- 2022/2023 : Bourse d'écriture du Goethe-Institut pour l'Académie culturelle Tarabya d'Istanbul[1].